# دردار فوردي
دردار فوردي (الاسم العلمي: Ulmus fordii) هو نوع نباتي يتبع جنس الدردار من فصيلة الدردارية.